# Laphria rubescens
Laphria rubescens är en tvåvingeart som beskrevs av Jacques-Marie-Frangile Bigot 1878. Laphria rubescens ingår i släktet Laphria och familjen rovflugor.
Artens utbredningsområde är Colombia. Inga underarter finns listade i Catalogue of Life.